# 沈元康
沈元康（1939年2月—2015年7月12日），上海人，中华人民共和国政治人物。

## 生平
1939年2月出生于上海，1958年9月考入哈尔滨工业大学工程力学专业学习，1963年7月，在民航总局科研所参加工作。1978年1月起，先后任民航总局科教司助理员、工程师，1979年9月参加中国共产党。1984年11月，任民航局科教司科技处处长，1985年5月，任民航局管理干部学院院长，1986年12月，任民航局航空工程司司长。1989年3月被，评为高级工程师，同年11月，任民航局航空器适航司司长。1993年12月，任中国民航总局副局长。1997年6月法国巴黎航展上，由《国际航空杂志》主持评选“1997年度航空航天工业奖”，沈元康获该年度“航空航天名人奖”（Winner Aerospace Personality of the Year）。2000年7月26日，沈元康被美国运输部和联邦民航局提名为“美国联邦航空奖”的“杰出服务奖”。同年10月退休。
2015年7月12日在北京逝世，享年76岁。